# Bartomeu Carbonell i Batlle
Bartomeu Carbonell i Batlle (Sitges, 1843 - 1929) va ser un propietari agrícola vinculat al catalanisme polític.

## Biografia
Estudià les primeres lletres a Sitges i a l'edat de dotze anys va traslladar-se a Santiago de Cuba on treballà com a corredor comissionat per diverses cases comercials.
De retorn a Sitges, adquirí algunes propietats, es dedicà al conreu de la vinya i a l'elaboració de vins i, fins i tot, obtingué un premi en una exposició celebrada a Bordeus (1890).
Sempre es distingí pel seu desig de contribuir a la millora i l'engrandiment de Sitges i, com a partidari del catalanisme polític, va ésser nomenat delegat a l'Assemblea de Manresa (1892) i fou vocal de la primera junta directiva de l'Agrupació Catalanista de Sitges (1899).
En produir-se l'escissió de la Unió Catalanista, prestà suport a les opcions defensades per la Lliga Regionalista.